# Jefferson River
Der Jefferson River ist ein Fluss im US-Bundesstaat Montana. Er ist einer der beiden Flüsse, aus deren Zusammenfluss im Missouri Headwaters State Park bei Three Forks der Missouri River entsteht.
Der Jefferson River ist mit seinem rechten Quellfluss Beaverhead River (126 Kilometer) und dessen Quellfluss Red Rock River (151 Kilometer) insgesamt 375 Kilometer lang und hat seine Quelle in den Centennial Mountains (Rocky Mountains), in der Nähe der nordamerikanischen Wasserscheide westlich der Grenze zu Idaho. 

## Flusslauf

### Red Rock River

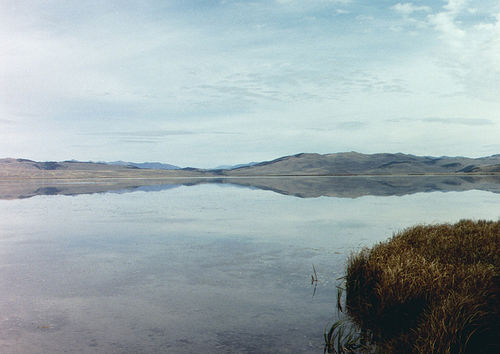
Der Obere Red Rock Lake

Der Red Rock River entspringt am Südosthang des Mount Jefferson (3109 m), unmittelbar an der Grenze zu Idaho, im Brower’s Spring. Die Quelle liegt auf etwa 2750 m und wird als Ursprung des Missouri anerkannt. Sie ist nach Jacob V. Brower benannt, der sie 1896 zum Missouri-Ursprung erklärte und mit einer gravierten Kupferplatte versah. Der Red Rock River fließt zuerst nach Westen und anschließend weiter nach Norden. Er durchfließt den Oberen und Unteren Red Rock Lake sowie den Lima-Stausee (Lima Reservoir). Vorbei an der Ortschaft Lima verläuft der Fluss parallel zur Interstate 15. Im Clark-Canyon-Stausee (Clark Canyon Reservoir) vereinigt sich der Red Rock River mit dem von Westen kommenden Horse Prairie Creek zum Beaverhead River.

### Beaverhead River

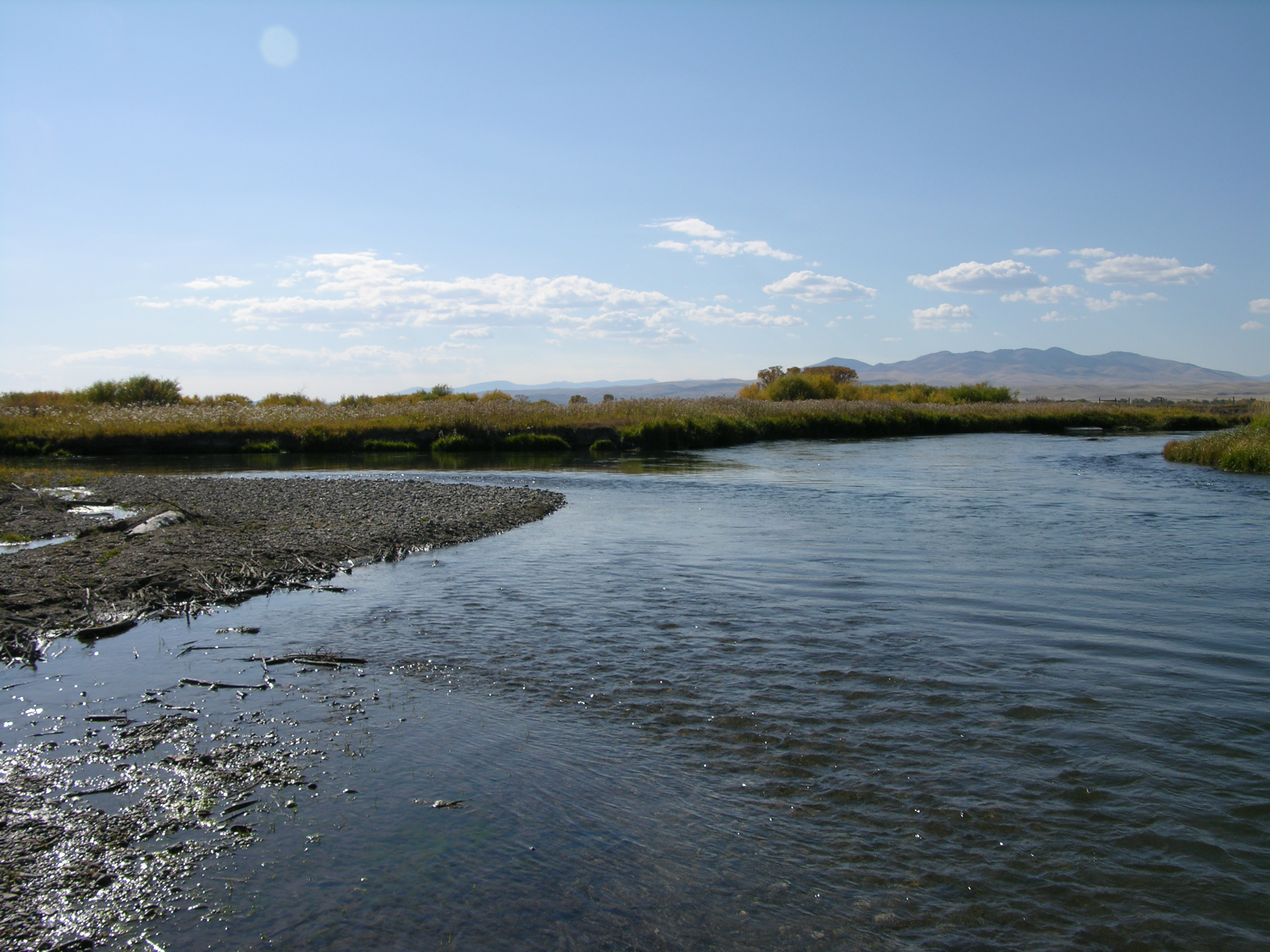
Mündung des Ruby (hinten links) in den Beaverhead (hinten rechts)

Der Beaverhead River fließt in nordöstliche Richtung parallel zur Interstate 15. Er durchfließt Dillon. Etwas südlich der Ortschaft Twin Bridges nimmt der Beaverhead den Ruby auf und vereinigt sich nördlich der Ortschaft mit dem Big Hole River zum Jefferson River.

### Jefferson River

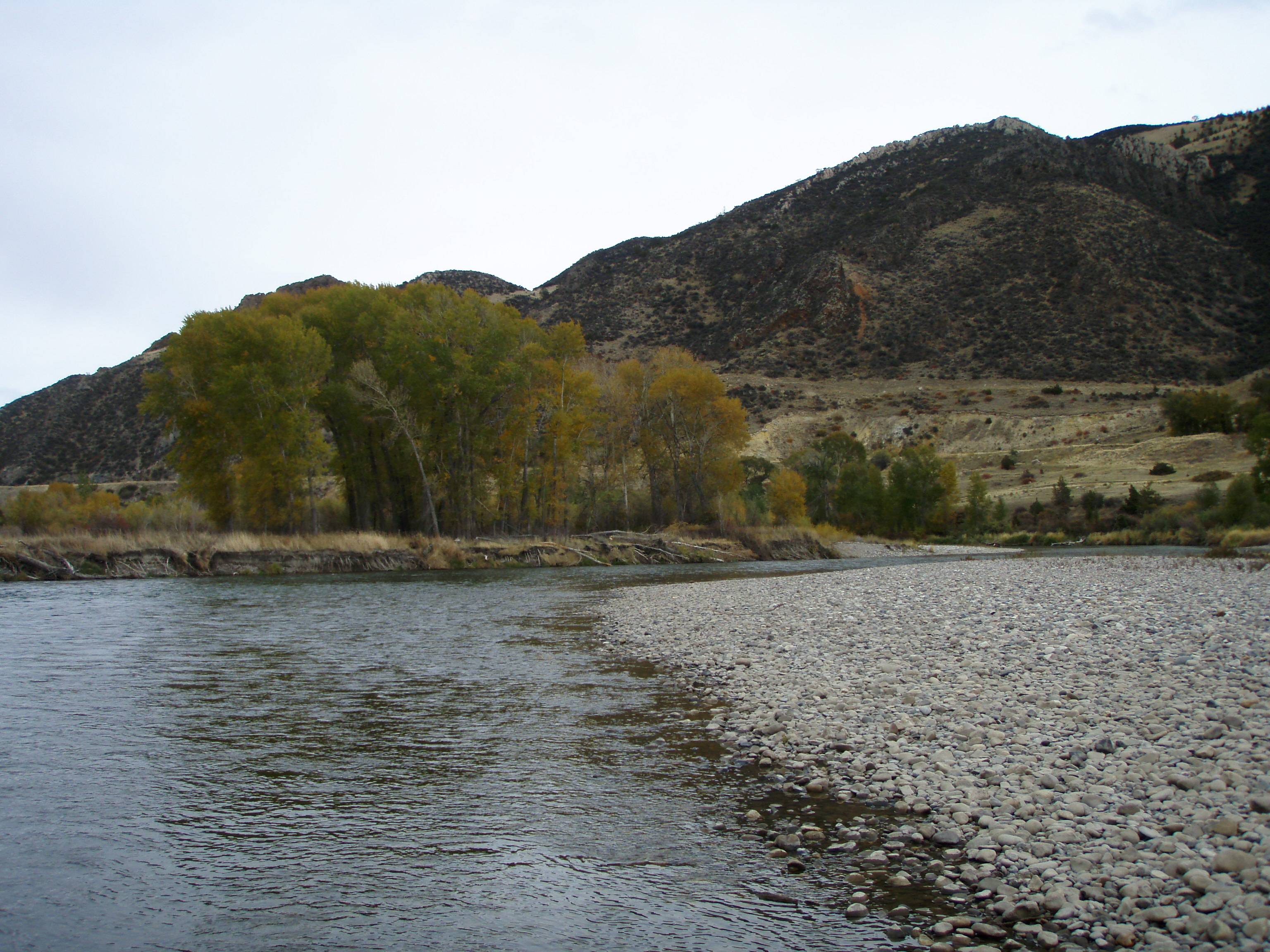
Jefferson River

Der Jefferson River fließt nun weiter nach Nordosten und bildet etwa 2,5 Kilometer südwestlich der Ortschaft Trident durch den Zusammenfluss mit dem Madison River den Missouri. Die Stadt Bozeman liegt 46 Kilometer südöstlich und die Ortschaft Three Forks sieben Kilometer südwestlich des Zusammenflusses der beiden Flüsse.
Der Jefferson River erhielt seinen Namen 1805 von Lewis und Clark zu Ehren des US-Präsidenten Thomas Jefferson.